# Prototheora angolae
Prototheora angolae là một loài bướm đêm thuộc họ Prototheoridae. Loài này có ở Angola.